# La isla interior
La isla interior es una película española estrenada en 2010, dirigida por Dunia Ayaso y Félix Sabroso e interpretada por Candela Peña, Cristina Marcos, Alberto San Juan, Celso Bugallo y Geraldine Chaplin.
Película basada en una familia canaria cuyo padre tiene esquizofrenia y sus tres hijos heredan la enfermedad en diferentes grados. La película no es tanto un retrato sobre la esquizofrenia, sino sobre la familia, pues en presencia o ausencia de enfermedades, la dinámica de relación entre los miembros de la familia puede ser la misma.

## Sinopsis
La historia nos presenta a una familia que debe sobrellevar las consecuencias de la esquizofrenia del padre, así, poco a poco, conocemos a los tres hermanos, en los que sólo la mayor, Gracia (Cristina Marcos), ha heredado la enfermedad de su padre, y que es precisamente la única que parece vivir con aparente normalidad. Es la crónica de un fracaso familiar y de la lucha por vivir con normalidad. Cada escena aporta elementos que amplían y modelan el relato. Nos muestra una realidad que en ocasiones nuestra sociedad no quiere ver. En todo momento nos muestra la delgada línea que separa, por momentos, la normalidad de la locura. Cada secuencia aporta elementos y datos al espectador para compartir la historia.

## Argumento
"Vengo de una familia en la que cada miembro dañaba a los demás. Luego, arrepentidos, cada uno se dañaba a sí mismo"
Cita del escritor mexicano Carlos Fuentes, que da comienzo a ‘La Isla Interior’

Con ese aviso empiezan las historias de tres hermanos encerrados en una jaula de oro de la que no consiguen escapar, el hogar familiar. Gracia (Cristina Marcos), una actriz que por fin ha encontrado el éxito con una teleserie llamada 'Veterinarios'; Coral (Candela Peña), una doméstica que no encuentra la estabilidad sentimental; y Martín (Alberto San Juan), un infeliz profesor de literatura en un instituto local. 
Aunque los tres saben perfectamente que se necesitan, siempre acaban dándose la espalda y sin poder ayudarse unos a otros porque, quizá, sus problemas se parecen demasiado. Los tres mantienen una relación ficticia con otras personas. Así, Gracia, cuya vida se ha convertido en pura ficción, ha quedado embarazada de su compañero de reparto, Raúl (Vicente Ayala), que la ignora. Coral, que tan sólo desea sentirse querida, tiene un 'affaire' con Iván (Antonio de la Torre), un vigilante de seguridad en cuya casa trabaja. Y Martín, convencido de que su alumna Claudia (Gara Mora) es su pareja secreta, sueña con abandonar la casa de sus padres junto a ella e irse a París para dedicarse a escribir. A todo esto se les suma la presión que reciben de la casa paterna, que como un imán irrefrenable les reúne en torno a oscuros secretos, y del que se muestran incapaces de escapar, atenazados por su dominante, seca y perversa madre Victoria (Geraldine Chaplin) y el nexo común que tienen con su padre Juan (Celso Bugallo), que padece esquizofrenia, la cual les ha trasmitido a cada uno en diferentes grados. 
En esta situación de huida y miedo se encuentran los tres hermanos. Las mentiras les atormentan, y el miedo les atenaza. 
Ante el grave estado de salud de Juan, quien, debido a su enfermedad, salta por la ventana de la casa que está junto al mar, Gracia viaja de Madrid a Gran Canaria para reunirse con sus hermanos y su madre. Este hecho les obligará a enfrentarse entre ellos, pero también a sí mismos.

## Producción
El sexto largometraje de la dupla formada por Dunia Ayaso y Félix Sabroso es un drama duro, sin concesiones, en el que no hay ninguna escena e imagen superflua. “La isla interior” tiene un ritmo poderoso, alejándose de forma radical de las simpáticas y desenvueltas comedias con las que debutaron, como Perdona bonita, pero Lucas me quería a mí (1997) o Descongélate (2003), bajo los auspicios de Pedro Almodóvar, aunque ya en su anterior trabajo, la interesante, Los Años Desnudos. Clasificada S (2008), decidieron dar un giro de timón que los acercase al drama.
La película La isla interior es cine para pensar, para reflexionar. El film está muy bien documentado y no se apega a ningún tipo de coyuntura.
Rodada en Las Palmas de Gran Canaria, la película costó 1.400.000 € y casi cinco años de trabajo. Producida por Mecanismo Films (José Herrero de Egaña y Juan Romero), La Mirada (Ana Sánchez-Gijón), Ayaso y Sabroso P.C. y Oberón Cinematográfica; distribuida por Alta Films; y presentada oficialmente en el Festival de Cine de Valladolid (SEMINCI) de 2009.
Destacan las actuaciones en personajes muy difíciles y que presentan cada uno varios registros: Alberto San Juan, Cristina Marcos y Candela Peña, que interpretan a los tres hermanos. Todo en los tres parece real, auténtico. También rayan a gran altura Antonio de la Torre, Geraldine Chaplin y Celso Bugallo, que interpreta al padre esquizofrénico, en una composición sutil.
En definitiva, como dice Alberto San Juan, uno de los protagonistas, esta película puede ser muy útil, para que comprendamos el drama cotidiano de vivir con miedos ante esa herencia (la posible esquizofrenia), pero nos muestra una esperanza. Los hermanos finalmente deberán unirse para ser más fuertes.

## Crítica
El miedo es el motor principal de esta historia en la que la familia se ve lastrada de manera definitiva por el peso de la herencia emocional y genética. La isla interior atenaza al espectador en su ritmo hipnótico, apoyado en un elenco entregado a cargar de verosimilitud una narración sostenida que no sucumbe a sus excesos, pese a lo forzado de algunos giros y situaciones ; atrapados todos, a ambos lados de la pantalla, en un micromundo opresivo en lo emocional y lo geográfico ─la residencia familiar se sitúa a pie de costa isleña, dibujando un insalvable límite también físico para los protagonistas─, la película se desarrolla en un lapidario crescendo cuyo desenlace es, por conocido, aún más conmovedor si cabe. Sin un mañana palpable, encuentra esta propuesta en su sincera negrura las alas necesarias para ser recordada por un palco sobrecogido y desconcertado, impulsado a enfrentarse también a sí mismo cuando las luces se encienden y la vida vuelve a abrirse paso tras noventa minutos de ficción abrumadora.

## Reparto Completo
- Candela Peña (Coral)
- Alberto San Juan (Martín)
- Cristina Marcos (Gracia)
- Geraldine Chaplin (Victoria)
- Celso Bugallo (Juan)
- Antonio de la Torre (Iván)
- Emi Cazorla (Sara)
- Vicente Ayala (Raúl)
- Paola Bontempi (Ana)